# SingStar '90s
SingStar '90s es un juego de karaoke del sistema PlayStation 2 publicado por Sony Computer Entertainment Europe y desarrollado por SCEE y London Studio. Esta es la 9.ª entrega en la saga SingStar en Europa y la 5.ª en América
SingStar '90s como el juego original, es distribuido tanto solo el juego (DVD), como el juego y un par de micrófonos acompañado - uno rojo y otro azul-. SingStar es compatible con la cámara EyeToy que sirve para visualizar a los jugadores en la pantalla mientras cantan.

## El Juego
SingStar '90s es un juego de karaoke popular en el que los jugadores cantan canciones para conseguir puntos. Los jugadores interactúan con la PS2 por los micrófonos USB, mientras una canción es mostrada, junto a su video musical, en pantalla. Las letras de la canción son visualizadas durante toda la partida en la parte inferior de la pantalla. SingStar Rocks! reta a los jugadores a cantar como en las canciones originales, pero con su propia voz. Se trata de cantar lo más parecido o igualmente, intentando afinar igual, para poder ganar puntos. Normalmente, son 2 los jugadores los que compiten a la vez, aunque el juego incluye otro tipo de modos para más jugadores
SingStar '90s es el segundo juego en la serie en introducir canciones de una temática o época definida. 
La 9.ª entrega de SingStar se convierte en un regreso al pasado otra vez, pero esta vez no tan lejano, sino a la década pasada recuperando títulos tan emblemáticos de entonces. 
SingStar '90s, como todo el resto de juegos de SingStar, excepto la primera entrega, mide el tono de un jugador y no lo compara con la voz original, esto quiere decir, que se puede cantar en cualquier octava más alta o más baja y aun así se pueden conseguir puntos. Esto está preparado para aquellos jugadores que no son capaces de cantar en un registro tan alto o tan bajo como la grabación original. Además, SingStar '90s incluye nuevos filtros de voz que pueden ser usados en el modo Playback para distorsionar o realzar la voz grabada durante la canción.
En SingStar se puede jugar a 3 niveles distintos de dificultad -fácil, medio y difícil-. Cuanto más alto es el nivel del juego, menos podremos desafinar del tono original.
Esta versión de SingStar permite cambiar el disco de SingStar que hay dentro de la consola al principio (Al que nos referiremos como Disco Maestro), para cambiar las canciones sin la necesidad de reiniciar tu consola. Cuando hemos cambiado el disco, la interfaz de juego, la funcionalidad y la apariencia siguen permaneciendo del Disco Maestro. Esto es bastante útil con la primera versión de SingStar, que tiene varios fallos además de carecer de la capacidad de cantar en una octava menor o mayor del registro original; esto significa que hay que cantar idéntico al cantante original, con lo que es mucho más difícil. 

### Modos de Juego
- Cantar Solo - Modo para que un solo jugador cante
- Dueto - Dueto para 2 jugadores, en el que al final de la canción, sumarán sus puntuaciones.
- Batalla - Modo para 2 jugadores en el que competirán por la mejor canción. A veces también con algunas canciones en dueto, solo que sin sumar sus puntuaciones.
- Pasa el Micro - Modo multijugador especial para fiestas.

## SingStar '90s Track List

### Lista Española
La siguiente lista corresponde con la lista de canciones de la versión inglesa. La lista de canciones de la versión española en esta versión, al igual que en SingStar '80s, SingStar Legends, SingStar Rock Ballads y SingStar R&B no será alterada de su versión original:
| Artista                                     | Canción                     | Observaciones            |
| ------------------------------------------- | --------------------------- | ------------------------ |
| SingStar 90's: Lista Española               |                             |                          |
| All Saints                                  | "Never Ever"                |                          |
| Aqua                                        | "Barbie Girl"               | Dueto: Lene / Rene       |
| B-52's                                      | "Love Shack"                | Dueto: Fred [RAP] / Kate |
| Barenaked Ladies                            | "One Week"                  |                          |
| Billy Ray Cyrus                             | "Achy Breaky Heart"         |                          |
| The Cardigans                               | "Lovefool"                  |                          |
| The Cranberries                             | "Zombie"                    |                          |
| Crash Test Dummies                          | "MMM MMM MMM MMM"           |                          |
| The Cure                                    | "Friday I'm in Love"        |                          |
| Divinyls                                    | "I Touch Myself"            |                          |
| EMF                                         | "Unbelievable"              |                          |
| Gin Blossoms                                | "Hey Jealousy"              |                          |
| Lisa Loeb                                   | "Stay (I Missed You)"       |                          |
| MC Hammer                                   | "U Can't Touch This"        | [RAP]                    |
| Meredith Brooks                             | "Bitch"                     |                          |
| M-People                                    | "Movin' On Up"              |                          |
| Natalie Imbruglia                           | "Torn"                      |                          |
| New Kids on the Block                       | "Step by Step"              |                          |
| Nick Cave & The Bad Seeds and Kylie Minogue | "Where the Wild Roses Grow" | Dueto: Nick / Kylie      |
| Poison                                      | "Unskinny Bop"              |                          |
| Radiohead                                   | "Creep"                     |                          |
| R.E.M.                                      | "Everybody Hurts"           |                          |
| Roachford                                   | "Only to be With You"       |                          |
| Savage Garden                               | "I Want You"                |                          |
| Seal                                        | "Kiss From A Rose"          |                          |
| Sir Mix-A-Lot                               | "Baby Got Back"             | [RAP]                    |
| Spice Girls                                 | "Wannabe"                   | [RAP]                    |
| Spin Doctors                                | "Two Princes"               |                          |
| Technotronic feat. Felly                    | "Pump up the Jam"           | [RAP]                    |
| Wet Wet Wet                                 | "Love Is All Around"        |                          |

[RAP]: La canción incluye Rapímetro parcial o totalmente en la canción.
Dueto: Cantante 1 / Cantante 2: La canción es un dueto predefinido no cooperativo. Cada jugador será uno de los cantantes que participa en ella. Puedes elegir y cambiar que micro será cada cantante.

### Lista Americana
SingStar '90s fue la 5.ª entrega lanzada en Estados Unidos. Se trata de la compilación europea original de 30 temas con los cambios que se muestran a continuación. Vanilla Ice - Ice Ice Baby ya estaba incluida con anterioridad en SingStar '80s
| Lista Americana          | Lista Americana          | Lista Americana                                         | Lista Americana |
| Artista                  | Canción                  | Canción Sustituida                                      |                 |
| ------------------------ | ------------------------ | ------------------------------------------------------- | --------------- |
| SingStar '90s            |                          |                                                         |                 |
| Arrested Development     | "Tennessee"              | All Saints - "Never Ever"                               |                 |
| Boys II Men              | "Motownphilly"           | Aqua - "Barbie Girl"                                    |                 |
| Chumbawamba              | "Tubthumping"            | B-52's - "Love Shack"                                   |                 |
| Color Me Badd            | "I Wanna Sex You Up"     | Barenaked Ladies - "One Week"                           |                 |
| En Vogue                 | "Free Your Mind"         | Billy Ray Cyrus - "Achy Breaky Hear"                    |                 |
| Extreme                  | "More Than Words"        | The Cardigans - "Lovefool"                              |                 |
| Hootie and the Blowfish  | "Only Wanna Be With You" | Crash Test Dummies - "MMM MMM MMM MMM"                  |                 |
| Jesus Jones              | "Right Here, Right Now"  | The Cure - "Friday, I'm In Love"                        |                 |
| Len                      | "Steal My Sunshine"      | EMF - "Unbelievable"                                    |                 |
| Nirvana                  | "Lithium"                | Lisa Loeb - "Stay (I Missed You)"                       |                 |
| Paula Abdul              | "Opposites Attract"      | Meredith Brooks - "Bitch"                               |                 |
| Santana ft. Rob Thomas   | "Smooth"                 | M-People - "Movin' On Up"                               |                 |
| Sixpence None The Richer | "Kiss Me"                | Nick Cave & Kylie Minogue - "Where The Wild Roses Grow" |                 |
| Soundgarden              | "Black Hole Sun"         | Radiohead - "Creep" {Radio Edit}                        |                 |
| Stone Temple Pilots      | "Plush"                  | Roachford - "Only To Be With You"                       |                 |
| Vanilla Ice              | "Ice Ice Baby"           | Spice Girls - "Wannabe"                                 |                 |
| Wilson Phillips          | "Hold On"                | Wet Wet Wet - "Love Is All Around"                      |                 |

## Censura
El juego ha recibido bastantes críticas en los países de habla inglesa debido a la inclusión de canciones, en las que las letras no aparecen censuradas (o no como se había hecho hasta ahora) como en Vanilla Ice - Ice Ice Baby, de la que incluso se ha quitado una estrofa con referencias a desnudos y disparos de pistola. Otros son los casos en los que la propia letra contiene temas de contenido sexual o degradante para las mujeres: Sir Mix-A-Lot - Baby Got Back (I Like Big Butts)]] y que sin embargo no son censuradas; es más, ha sido incluida la intro en la que describe como son unas nalgas de mujer.

## Curiosidades
- Daryl Braithwaite - "The Horses" y Ini Kamoze - "Here Comes the Hotstepper" estuvieron en la lista provisional de canciones de SingStar '90s, pero fueron remplazadas por Crash Test Dummies - "MMM MMM MMM MMM" y Gin Blossoms - "Hey Jealousy" en la lista final del juego.
- Al igual que en SingStar '80s, existen controversias.Technotronic ft. Felly - "Pump Up The Jam" y B-52's - "Love Shack" son canciones exitosas procedentes de 1989 y no de la década de los '90s.